# San Gregorio da Sassola
San Gregorio da Sassola är en ort och kommun i storstadsregionen Rom, innan 2015 provinsen Rom, i regionen Lazio i Italien. Kommunen hade 1 559 invånare (2018).